# Rörik Algotsson
Rörik Algotsson, riddare son till lagman Algot Brynolfsson och Margareta Pedersdotter. Gift med Birgitta Filipsdotter (Hjorthorn, Törne Matssons ätt).
Rörik Algotsson nämndes första gången som ägare till Alna gård i ett brev skrivet i Örebro av kung Magnus Ladulås den 16 december 1284. I detta brev tilldelades nunnorna i Riseberga kloster hälften av Alnas fiskefångst:
| ”               | Kung Magnus av Sverige kungör att han stadfäster biskop A(nund)s i Strängnäs skiljedom mellan nunnorna i Riseberga och herr Rörik Algotsson rörande fisket i ”Ana”, enligt vilken hälften av nämnda fiske tillhör nämnda nunnor.Utfärdaren beseglar. | „ |
| – SDHK-nr: 1283 | |   |

Rörik sattes 1288 tillsammans med fadern Algot Brynolfsson i fängelse ett år, på grund av brodern Folke Algotssons brudrov, men båda frigavs 1289.

## Familj
Rörik Algotsson var gift med Birgitta Filipsdotter (Hjorthorn, Törne Matssons ätt).
Rörik Algotssons döttrar Katarina och Cecilia, var båda gifta med lagmän, enligt en skrivelse från 17 december 1320:
| ”               | Kung Magnus och hans moder hertiginnan Ingeborg upplåter sin gård Husaby (nu i Ö. Husby socken, Östkinds härad) på Vikbolandet till Knut Erengislessons barn, i ersättning för gården Utnäs (Säby socken, Tuhundra härad), som Knut orättvisligen innehaft och som kungen och hertiginnan återgivit åt rätta ägarens, riddarens Rörik Algotssons döttrar Katarina och Cecilia, lagmannen i Västergötland Knut Magnussons och Nils Björnssons hustrur. Utfärdarna beseglar tillsammans med riksråden ärkebiskop Olof i Uppsala, biskoparna Bengt i Skara, Karl i Linköping, Styrbjörn i Strängnäs, välborna herrar Mathias Kettilmundsson, Filip Ulfsson, Knut Jonsson, Tore Kettilsson, Håkan Jonsson Læma, Bo Nilsson, Erik Toreson, Sune Jonsson, Gisle Elinason, Tyrgil Andersson, Magnus Nilsson, Karl Tokason, Ingevald Estridsson, Johannes Tuur, Gustav Tunasson, Johannes Tolfsson, Knut Folkeson, Nils Abjörnsson, Sigmund Keldorsson, Ulf Abjörnsson, Erengisle Näskonungsson, Magnus Bengtsson samt Rangvald Magnusson. | „ |
| – SDHK-nr: 3047 | |   |

1. Hans dotter Katarina var gift med  riddaren, riksrådet och lagman i Närke, Nils Björnsson (Färla, Björn Näfs ätt) vilken nämns som levande 1328 men var död senast 1330, utan kända barn.
2. Äldre svenska frälsesläkter anger också Cecilia Röriksdotter som Röriks dotter, gift med lagmannen i Västergötland Knut Magnusson. Hon var barnlös och valde gravplats i Riseberga kloster.